# Albí (cognomen)
Albí (llatí: Albinus) va ser un cognomen romà predominant, sobretot, dins la gens Postúmia, de la qual era la branca principal. Dins aquesta gens, originàriament el cognom era Albus (llatí: Albus), i així apareix als Fasti, però amb el temps va esdevenir Albí (llatí: Albinus). La Gens Postúmia va ser una de les més antigues Gens patrícies de Roma.
En llatí, albus significava 'blanc' i albinus n'era un derivat, probablement aplicat a algú molt blanc de pell o bé ja canós.

## Albins destacats

### Gens Postúmia
Els principals portadors d'aquest cognomen eren membres de la gens Postúmia, de la família dels Postumi Albí. El fundador del llinatge fou Aulus Postumi Albus Regil·lensis, cònsol el 496 aC, vencedor a la batalla del Llac Regil, de la qual prengué l'agnomen. Els membres d'aquesta família se succeïren fins al segle i aC, moment en què deixen d'ocupar càrrecs d'importància.

### Altres gens
- Dècim Juni Brutus Albí era fill de Dècim Juni Brutus, cònsol el 77 aC, però va ser adoptat per Aulus Postumi Albí i llavors s'afegí Albí com a agnomen. Va ser almirall de Juli Cèsar a Marsella el 49 aC i, posteriorment, governador de la Gàl·lia Transalpina fins al 45 aC. Va participar en l'assassinat de Juli Cèsar el 15 de març del 44 aC, els famosos Idus de març.
- Lucceu Albí, procurador de la província de Judea del 62 al 64 i governador de Mauretània del 64 al 69.
- Albí d'Esmirna, filòsof grec del segle i dC.
- Clodi Albí, fill de Ceioni Postumi i d'Aurèlia Messalina, governador de la Gàl·lia Bèlgica i de Britànnia i proclamat Emperador per les seves legions després de la mort de Pèrtinax.[2]
- Ceioni Albí, parent de Clodi Albí i executat per orde de Septimi Sever.
- Juventí Albi Ovidi, poeta romà, probablement del final de segle ii.
- Deci Albí Cecina, poeta satíric romà del segle iv.
- Albí, escriptor romà esmentat per Boeci.

## Com a nom de fonts
Amb el temps, els usos del tria nomina mudaren i el cognomen cada vegada prengué més importància. Cap al segle i dC la major part de ciutadans portaven el seu nom distintiu com a cognomen, car el praenomen i el nomen havien esdevengut una cosa purament formal i el sistema solament es devia mantenir dins Itàlia. D'aquesta manera, Albí passà de ser un nom de família a ser nom de fonts.
Hi ha tretze sants amb el nom d'Albí. Vuit van ser bisbes. Tres es commemoren l'1 de març: el llegendari protomàrtir anglès, a qui se li canvià el nom d'Albà pel d'Albí per a distingir-lo de l'homònim màrtir de Magúncia, i els bisbes de Vercelli i d'Angers, quasi contemporanis. Sant Albí, cinquè successor de Sant Eusebi, fundador de la diòcesi de Vercelli, va ser consagrat bisbe el 452, en un període històric molt tempestuós a Itàlia.
- Sant Albí (segle vi), bisbe benedictí. Nasqué a Vannes cap a l'any 496 de família noble, però renuncià als seus títols i herència per entrar a l'Abadia de Tincillac. L'any 504 va ésser elegit abat, càrrec que ocupà durant 25 anys fins que hagué d'acceptar el nomenament com a Bisbe d'Angers el 529. Va reprendre amb vehemència els orgullosos costums dels poderosos i, per a renovar l'Església, promogué el Tercer Concili d'Orleans (c. 550). Va morir el 1r de març del 550.
- Albí de Provença, sisè bisbe d'Usès a partir de l'any 581.
- Santa Albina (segle iii), verge santa màrtir de Cesarea de Palestina. L'Emperador Deci va ordenar que la decapitessin, i el seu cos, abandonat en una embarcació, arribà a la Campània, a Scouri, prop de Formia. Es commemora el 16 de desembre.

En anglès té diverses variants: Al, Albain, Alban, Albano, Albany, Alben, Albie, Albin, Albinet, Albion, Albis, Albinson, Alby, Albyn, Albys, Alpin, Alvan, Alvin, Alvy, Auban, Auben i Aubin. Al femení, té les variants Alba, Albane, Albia, Albina, Albine, Albinia, Albinka, Alby, Alva, Alvina i Aubine.
- No s'ha de confondre amb els noms anglesos, en masculí, Ailwyn, Al, Aloin, Aluin, Aluino, Alva, Alvan, Alven, Alvie, Alvy, Alvyn, Alwin, Alwyn, Alwynn, Aylwin, Elvin, Elwin, Elwyn and Elwynn i, en femení, Alveena, Alveene, Alveenia, Alvena, Alvie, Alvine, Alvineea, Alvinia, Alwinna, Alwyna, Alwyne, Elveena, Elvena, Elvene, Elvenia, Elvina, Elvine, Elvinia, Vina, Vinni, Vinnie i Vinny, que tenen l'origen en el nom Aelfwine, de l'antic anglès 'elf o ésser sobrenatural'.

## Cognoms derivats
- a Itàlia: Albino, Albina, Alvino, Alvina, Albano.
- a França: Albigny, Aubigny, Albigné, Aubigné, Albinus.
- a Occitània: Albinhac, Albignac, d'Albignac, Auvinhac.
- als Països Catalans: Albinyà, Alvinyà, Auvinyà.
- a Espanya i Llatinoamèrica: Alviña (versió castellanitzada del cognom català Alvinyà).

## Topònims derivats
A l'època imperial molts prohoms rics edificaren vil·les fora de les ciutats, on residien amb la seva família i els seus treballadors. La toponímia ha conservat el record d'aquests dominis senyorials que eren coneguts amb el nom del seu propietari completat amb un sufix, que variava segons les regions. Per exemple a França, els més estesos van ser el sufix -acum, a la Gàl·lia cèltica, i el sufix –anum a la Gàl·lia Narbonesa, que també s'emprà a Itàlia i a Hispània Tarraconense. D'aquests noms de domini provenen molts noms actuals, així d'un Albiniacum o d'un Albinianum (domini d'un Albinus o d'un Albinius) provenen els topònims Albingny, Aubigny, Aubigné, Alvingnac/Alvinhac o Albinyà/Aubinyà.
- al Principat d'Andorra: Auvinyà o Aubinyà.
- al Principat de Catalunya: Albanyà, Albinyana.
- a Espanya: existeix el riu i l'embassament Albina, a Arava.
- a França: Aubigné, Aubigné sur Layron, Saint Aubin d'Aubigné, Broye-Aubigney-Montseugny, Aubigne-Racan, Albigny, Albigny sur Saône, Aubigny-sur-Nère, Saint Pierre d'Albigny.
- a Itàlia: Albina, Albino, Sant'Albino, Albignano.
- a Occitània: Albinhac o Albignac, Alvinhac o Alvignac, Aubinhac o Aubignac, Auvinhac o Auvignac.
- a la República Dominicana: La Albiña, que pertany a Barahona.
- a l'Argentina: Baja Alviña, que pertany a San Salvador de Jujuy.